# بلامن ايفانون ايلياف
بلامن ايفانون ايلياف (بالبلغارية: Пламен Тонев Илиев)‏ (4 فبراير 1994 ببلفن في بلغاريا - ) هو لاعب كرة قدم بلغاري في مركز الوسط. لعب مع بوتيف فراتسا وليفسكي صوفيا ونادي سبارتاك بليفين وFC Lokomotiv Gorna Oryahovitsa ‏.

## روابط خارجية
- بلامن ايفانون ايلياف على موقع قاعدة بيانات كرة القدم.إي يو (الإنجليزية)
- بلامن ايفانون ايلياف على موقع Soccerway.com (الإنجليزية)